# Минцаев, Магомед Шавалович
Магоме́д Шава́лович Минца́ев (род. 23 октября 1979, Бено-Юрт, Надтеречный район, Чечено-Ингушская АССР, РСФСР, СССР) — российский учёный, доктор технических наук (2009), ректор Грозненского нефтяного университета (ГГНТУ).

## Биография
Родился в чеченской семье. В 2001 году окончил Московский автодорожный институт (МАДИ) по специальности «Автоматизация технологических процессов в строительстве». В 2004 году защитил кандидатскую диссертацию «Автоматизация выдерживания бетона в монолитном строительстве». С 2005 года — заведующий лабораторией автоматики и доцент кафедры «Автоматизация производственных процессов» МАДИ.
В 2007 году Минцаев стал заведующим кафедрой «Автоматизация и управление» Грозненского нефтяного института. В 2008 году назначен начальником научно-исследовательского сектора нефтяного института.
В апреле 2010 года созданная Минцаевым команда студентов и аспирантов МАДИ победила на робототехническом фестивале в Москве.
Автор более 100 научных публикаций (в том числе одной монографии), обладатель 14 патентов и свидетельств программ для ЭВМ. Под его руководством защищены две кандидатские диссертации. Под руководством Минцаева в 2014 году реализован проект геотермальной электростанции на Ханкальском месторождении.
С декабря 2016 года — заместитель директора Департамента науки и технологий Министерства образования и науки России, а в марте — августа 2018 года исполняющий обязанности директора Департамента науки и технологий Минобрнауки России. В августе 2018 года назначен первым проректором ГГНТУ. В сентябре 2018 года назначен исполняющим обязанности ректора ГГНТУ, сменив на этой должности Хасана Таймасханова. 31 августа 2019 года утверждён ректором ГГНТУ.

## Научная деятельность
Минцаев Магомед Шавалович — известный российский ученый, внесший значительный вклад в развитие геотермальной энергетики как перспективной отрасли, базирующейся на возобновляемых геотермальных ресурсах. 
В трудах Минцаева М. Ш. содержатся результаты исследований в области развития энергетики в целом как отрасли региональной экономики на примере Чеченской Республики, так и в частности в области эффективного использования геотермальных ресурсов с учётом анализа мировой «зеленой» энергетической повестки, включающие:
- обзоры и классификации имеющихся геотермальных ресурсов России и в частности Чеченской Республики по геологическим, гидрогеологическим, геохимическим характеристикам;
- принципы многоуровнего использования потенциала теплоэнергетических вод, включая вопросы генерации тепловой и электрической энергии, извлечения полезных компонентов, бальнеологии;
- технические решения для реализации циркуляционных схем отбора глубинного тепла Земли с обратной закачкой термальной воды в продуктивный пласт;
- результаты создания опытно-промышленной геотермальной станции с циркуляционной схемой отбора глубинного тепла Земли на Ханкальском геотермальном месторождении Чеченской Республики;
- системы автоматизации технологических процессов на геотермальных станциях с циркуляционными схемами отбора глубинного тепла Земли;
- научно-обоснованные принципы и рекомендации для эффективного использования геотермальных ресурсов в бальнеологии;
- рациональные технические решения для использования бинарных установок для генерации электроэнергии на низкопотенциальных геотермальных месторождениях.

В 2011—2014 годы являлся научным руководителем проекта создания пилотной опытно-промышленной геотермальной станции с циркуляционной схемой отбора глубинного тепла Земли на Ханкальском геотермальном месторождении Чеченской Республики в рамках Постановления Правительства № 218 от 9 апреля 2010 года. В ходе реализации проекта выполнены опытно-конструкторские, опытно-технологические работы и введена в опытную эксплуатацию уникальная геотермальная станция проектной мощностью 8,7 МВт на Ханкальском геотермальном месторождении. В данном проекте впервые в России реализована дуплетная схема с полной обратной закачкой отработанной термальной воды в продуктивный пласт.
Кроме того, Минцаев М. Ш. имеет солидный опыт научной деятельности в области автоматизации технологических процессов в строительстве, энергетике и на транспорте. Имея базовое образование в данной области активно выполняет исследования в области автоматизации процессов строительного производства, систем тепло и электроснабжения, учёта энергоресурсов, грузоперевозок. За последние несколько лет с учётом формирующейся мировой повести в области устойчивого развития участвует в ряде научно-технических проектов в области развития «зеленых» технологий, включая вопросы снижения углеродного следа. 
Научная деятельность Магомеда Шаваловича отличается высокой публикационной активностью. На начало 2022 года им опубликовано около 150 трудов, из них- 1 научная монография, 4 учебных пособия, 19 патентов и свидетельств о регистрации программ для ЭВМ, 38 статей, индексируемые в базах Scopus и Web of Science, 38 научных статей в ведущих рецензируемых журналах из перечня журналов ВАК Минобрнауки России. Является автором 9 публикаций в высокорейтинговых журналах, имеющих квартили Q1 и Q2 по данным базы Scopus.
Под руководством Минцаева М. Ш. сформированы элементы научной школы в области эффективного использования геотермальных ресурсов для задач энергетики, извлечения полезных компонентов из термальных вод, бальнеологии, а также разработки автоматизированных систем управления с использованием машинного обучения и современных программно-аппаратных средств как для автоматизации тепловых процессов и учёта энергоресурсов, так и для ряда задач строительного производства, грузоперевозок и других прикладных сфер.
Минцаев М. Ш. ведет эффективную работу по подготовке научно-педагогических кадров. В качестве научного руководителя на конец 2021 года подготовил 3 кандидатов технических наук.
Являлся организатором и участником многочисленных международных и национальных научно-практических конференций, входит в редакционные коллеги 4 научных журналов, входящих в перечень ВАК, из которых 1 включен в Scopus (журнал «Устойчивое развитие горных территорий»).
Минцаев М. Ш. уделяет существенное внимание внедрению результатов научной деятельности в образовательный процесс и в реальные сектора экономики. Так, научно-технические результаты в области развития технологий использования возобновляемых ресурсов учтены при разработке документов стратегического планирования региона в части развития электроэнергетики — Программ и схем развития электроэнергетики Чеченской Республики на пятилетние плановые периоды (2016—2020 г.г., 2017—2021 г.г.).
Магомед Шавалович плодотворно совмещает научно-исследовательскую работу с педагогической деятельностью.
Результаты научно-исследовательской деятельности внедрены в учебный процесс в университете, как в форме методических разработок, так и в форме учебных пособий для бакалавров, специалистов и аспирантов, обучающихся по техническим направлениям подготовки.
Читает лекционные курсы для студентов, магистров и аспирантов:
- методология научных исследований;
- интегрированные системы проектирования и управления (SCADA — системы);
- возобновляемая энергетика (факультатив);
- геотермальные ресурсы (факультатив)
- автоматизация тепловых процессов (факультатив);

В 2020 г. на общем собрании ГНУ «Академия наук Чеченской Республики» Минцаев М. Ш. единогласно избран членом-корреспондентом, что является признанием его научных заслуг для Чеченской Республики.
Планируемые научно-исследовательские работы на ближайшие 5 лет:
- теоретические и экспериментальные исследования для оптимизации геотермальных циркуляционных систем;
- геохимические исследования геотермальных вод Чеченской Республики для задач бальнеологии;
- комбинированные энергоустановки с использованием энергии ветра, солнца, рек и глубинного тепла Земли;
- бинарные энергоустановки на низкокипящих рабочих телах для низкопотенциальных геотермальных ресурсов.

В 2019 году на базе МШУ Сколково прошел обучение по программе «Школа ректоров 16: управление трансформацией университета».

## Признание и награды
- Почетная грамота Главы Чеченской Республики (2010)
- Лауреат премии в номинации «Молодой интеллектуал» РОО «Интеллектуальный центр Чеченской Республики» (2011)
- Почетный знак «За трудовое отличие» (2011)
- Заслуженный деятель науки Чеченской Республики (2013)
- Почетная грамота Минобрнауки России (2015)
- Медаль «За заслуги перед Чеченской Республикой» (2015)
- Почетное звание «Почетный работник сферы образования Российской Федерации» (2020)
- Почётная грамота Президента Российской Федерации (1 февраля 2021)[6].
- Медаль «100 лет образования Чеченской Республики» (1 сентября 2022) — за значительный вклад в развитие Чеченской Республики, безупречную работу, высокий профессионализм, проявленный при исполнении должностных обязанностей, и в связи с 100-летием Чеченской Республики

## Спортивные результаты
Победитель Всероссийского турнира памяти Б. Корнилова в городе Электросталь в 1998 году.
В 2000 году в Новомосковске Тульской области стал бронзовым призёром Международного турнира по боксу в честь ЗТР В. А. Воробьева. На этом турнире, уверенно выиграв в первом бою у местного боксера, Чемпиона Тульской области, в полуфинале проиграл по очкам многократному Чемпиону ЦС России, мастеру спорта Александру Аулову.
С 2001 года боксом занимается исключительно для поддержания физической формы.